# 仁木义长
仁木义长（?—1376年10月23日），室町时代前期（南北朝时代）的武将。通称仁木次郎四郎，为仁木义胜之子，有一兄仁木赖章，育有二子仁木义员，仁木满长。

## 传记
仁木氏为清和源氏足利氏的一支，与同族的细川氏，以及高氏、上杉氏同为足利家臣团的主要成员。义长和兄长赖章也同为足利尊氏的肱股之臣。元弘3年（1333年）后醍醐天皇开展建武新政之时，义长追随尊氏之弟足利直义镇守镰仓，受封武藏国富冈乡，为直义在关东的统治立下汗马功劳。建武2年（1335年）中先代之乱爆发，北条高时的遗孤北条时行举兵进攻镰仓府并击败足利直义。义长和直义一同从镰仓撤退。
足利尊氏反叛后醍醐天皇之后，义长追随主公转进九州。在逆转胜负局势的多多良滨之战中义长奋勇作战，立下了功勋。建武3年（1336年）4月，尊氏挥师东进，反攻本州，留下义长与一色範氏、小俣氏义、小俣氏连等人在九州清除官军一方的残余势力菊池氏及其分支西乡氏。
尊氏开创室町幕府，就任初代将军以后，义长也跟随上京，历任备后、远江、伊势、志摩等国守护以及侍所头人等职位。
尊氏的执事（后来任管领）高师直和尊氏的弟弟直义之间的争执最终发展为足利兄弟阋墙的观应扰乱。义长和兄长赖章一如既往地忠诚于尊氏，在与直义派的战斗中表现活跃。高师直被杀后赖章继任为尊氏的执事，作为弟弟的义长一荣俱荣，同时兼任伊势、伊贺、志摩、三河、远江五国的守护职。兄弟二人同时领有的采邑一度达到九国之多，成为幕府中首屈一指的势力。权势滔天的义长逐渐变得骄奢跋扈，先是企图在细川清氏的领地三条西洞院上建造宅邸，又因故与土岐赖康发生争执，仁木兄弟与其他武将的矛盾渐渐激化。
延文3年（南朝正平13年，1358年）尊氏去世，翌年其兄赖章也去世，义长顿时失去了后盾，其政敌细川清氏、土岐赖康、畠山国清等人抓住这个时机串通起来排挤义长。延文5年，清氏等人以征讨河内国南朝残党的名义举兵，实则剑指义长。早已看破这步棋的义长的对策是挟天子以令诸侯，企图先下手为强控制二代将军足利义诠，但被义诠逃脱。义长随即逃亡伊势领地，并在翌年（1361年）投降南朝。在南朝一方的义长并没有什么传世之举。后来细川清氏、畠山国清失势，义长又复归幕府，此前的一切罪责都被赦免。但时过境迁，仅被授予伊势一国的守护职，而且不久之后就被免职。再往后，仁木氏的势力就江河日下了。
永和2年（南朝天授2年，1376年）义长去世，其墓位于神山城附近的神山一乘寺 。

## 脚注
1. ↑  .   [2018-11-06]. （原始内容存档于2020-02-28）.